# Pelecopsis parvicollis
Pelecopsis parvicollis är en spindelart som beskrevs av Jörg Wunderlich 1995. Pelecopsis parvicollis ingår i släktet Pelecopsis och familjen täckvävarspindlar.
Artens utbredningsområde är Mongoliet. Inga underarter finns listade i Catalogue of Life.